# Ліньхе
40°45′51″ пн. ш. 107°24′18″ сх. д. / 40.76403° пн. ш. 107.40512° сх. д.
Ліньхе (монг. ᠯᠢᠨ ᠾᠧ ᠲᠣᠭᠣᠷᠢᠭ; спрощ.: 临河区) — район і місто в окрузі Баяннур у провінції Внутрішня Монголія. Географічно розташований на північній петлі річки Хуанхе, південніше гірської системи Ланшань. Район займає площу 2333 квадратних кілометри й має населення 555 000 жителів станом на 2019 рік.

## Історія
Назва Ліньхе вперше згадується за правління імператора У з династії Хань у 127 р. до н. е.
Ця територія залишалася малозаселеною до пізньої династії Мін (16—17 століття), коли люди, які рятувалися від голоду в інших провінціях, таких як Шаньсі, Шеньсі та Шаньдун, заснували нові сільськогосподарські поселення в Ліньхе.
Повіт Ліньхе заснований у 1925 році.
Повіт захопили комуністичні війська 19 вересня 1949 року.
22 листопада 1984 року Ліньхе отримав статус міського повіту.
26 серпня 2004 року Ліньхе перетворено з повітового міста на район.